# Monchenkocyclops biarticulataus
Monchenkocyclops biarticulataus – gatunek widłonoga z rodziny Cyclopidae. Nazwa naukowa tego gatunku skorupiaków została opublikowana w 1972 roku na podstawie prac naukowych ukraińskiego zoologa Władysława Monczenki.